# Comunitat Muntanyenca Vall Grana
Comunitat Muntanyenca Vall Grana és una agrupació de municipis formada pels de la Val Grana i d'altres propers a la vall, de la província de Cuneo (Piemont), dins de les Valls Occitanes. La seu és a Caraglio,
Està formada pels municipis de Bernezzo, Caraglio, Castelmagno, Cervasca, Montemale di Cuneo, Monterosso Grana, Pradleves, Valgrana i Vignolo.
La seva funció principal és afavorir el desenvolupament del turisme a la seva part de la vall i la salvaguarda del patrimoni cultural i mediambiental.